# 가족의 색깔
《가족의 색깔》(일본어: かぞくいろ－RAILWAYS わたしたちの出発－, 영어: Our Departures)는 2018년에 개봉한 일본의 가족, 드라마 영화이다.
 요시다 야스히로가 감독과 각본을 맡았다.
 일본은 2018년 11월 30일에 대한민국은 2021년 10월 27일에 개봉되었다.

## 줄거리
아키라는 남편 슈헤이가 갑자기 세상을 떠나게 되고

살던 집에서도 쫓겨나자 슈헤이의 아들 슌야와 함께

슈헤이의 아버지 세츠오를 찾아가게 된다

세츠오는 곧 퇴직을 할 기관사였는데 슌야의 바램을 들어주기 위해

아키라는 기관사가 되기로 결심하고 도전하게 되는데...

## 출연진

### 주연
- 쿠니무라 준 - 세츠오 오쿠조노 역 - 본작의 남주인공.
- 아리무라 카스미 - 아키라 오쿠조노 역 - 본작의 여주인공.

### 조연
- 사쿠라바 나나미 - 유리 사사키 역
- 키야마 류세이 - 슌야 오쿠조노 역
- 키노시타 호우카 - 마사키 아이바 역
- 츠츠이 마리코 - 유키에 쿠스노키 역
- 이타오 이츠지 - 토오루 미즈시마 역
- 아오키 무네타카 - 슈헤이 오쿠조노 역

## 참고 사항
- 쿠니무라 준은 한국 영화 《곡성》 이후로 3개월만에 재회하는 작품이다.
- 쿠니무라 준과 아오키 무네타카는 5년 후에 《범죄도시3》 이후로 함께 열연하게 되었다.